# International Football Association Board
Ủy ban Bóng đá Quốc tế (tiếng Anh: International Football Association Board – IFAB) là cơ quan quản lý Luật bóng đá. IFAB được thành lập vào năm 1886 để chấp thuận các Luật tiêu chuẩn cho các giải đấu quốc tế và từ đó nó đóng vai trò là "người bảo vệ" cho các Luật được sử dụng trên toàn thế giới. Kể từ khi thành lập vào năm 1904, FIFA, cơ quan quản lý đứng đầu của môn thể thao này, đã công nhận quyền tài phán của IFAB đối với Luật bóng đá. IFAB được biết đến là có thái độ bảo thủ cao về những thay đổi đối với Luật bóng đá.
Nó là một cơ quan riêng biệt với FIFA, mặc dù FIFA được đại diện trong hội đồng quản trị và nắm giữ 50% quyền biểu quyết. Là một di sản từ nguồn gốc bóng đá tại Vương quốc Liên hiệp Anh và Ireland, các tổ chức khác được đại diện là cơ quan quản lý bóng đá ở bốn quốc gia của Vương quốc Anh. Việc sửa đổi Luật bóng đá yêu cầu một cuộc bỏ phiếu và thông qua khi có kết quả đồng thuận ít nhất là ba phần tư, có nghĩa là sự hỗ trợ từ FIFA là cần thiết nhưng một mình nó không đủ để một kiến nghị được thông qua.

## Hoạt động
IFAB bao gồm các đại diện từ mỗi hiệp hội bóng đá tiên phong của Vương quốc Anh: Hiệp hội bóng đá Anh (FA), Hiệp hội bóng đá Scotland (SFA), Hiệp hội bóng đá xứ Wales (FAW) và Hiệp hội bóng đá Bắc Ireland (IFA) - và Fédération Internationale de Football Association (FIFA) – Liên đoàn Bóng đá Quốc tế. Mỗi hiệp hội bóng đá Anh có một phiếu bầu và FIFA có bốn phiếu. Các ý kiến của IFAB phải được ba phần tư số phiếu tán thành, hoặc ít nhất sáu trong số tám phiếu. Do đó, sự chấp thuận của FIFA là cần thiết cho bất kỳ quyết định nào của IFAB, nhưng riêng một mình FIFA không thể thay đổi Luật mà họ cần phải có thêm sự đồng ý của ít nhất hai thành viên từ Vương quốc Anh. Kể từ năm 2016, tất cả các thành viên phải có mặt để bỏ phiếu, là ràng buộc để có thể tiến hành.
Hội đồng họp hai lần một năm, một lần để quyết định những thay đổi có thể đối với các quy tắc điều chỉnh Bóng đá (Đại hội thường niên (AGM)) và một lần khác để cân nhắc về các vấn đề nội bộ của nó (Hội họp thường niên (ABM)). Trong những năm diễn ra FIFA World Cup, AGM được tổ chức tại các văn phòng của FIFA; ngược lại, nó sẽ được tổ chức tại các quốc gia Bắc Ireland, Wales, Anh và Scotland theo thứ tự xoay vòng. Bốn tuần trước khi AGM được tổ chức, các hiệp hội thành viên phải gửi đề xuất bằng văn bản của họ cho thư ký của hiệp hội chủ nhà. FIFA sau đó sẽ in một danh sách các đề xuất và phân phối cho tất cả các hiệp hội khác để kiểm tra. AGM được tổ chức vào tháng 2 hoặc tháng 3 và ABM được tổ chức từ tháng 9 đến tháng 10. Trong trường hợp cần thiết, Hội đồng quản trị có thể họp thêm các cuộc họp đặc biệt, ngoài hai cuộc họp thường niên kể trên. Cuộc họp đặc biệt cuối cùng đã được FIFA tổ chức tại Zurich (Thụy Sĩ) vào ngày 5 tháng 7 năm 2012.
Các quyết định của Đại hội thường niên của Hội đồng quản trị hàng năm liên quan đến những thay đổi về Luật bóng đá có hiệu lực từ ngày 1 tháng 7 (ràng buộc với FIFA và các thành viên khác của Hội đồng, và cho rằng các Điều lệ của FIFA đưa ra thì FIFA và Các hiệp hội thành viên và các chi nhánh của nó sẽ tuân thủ Luật do IFAB đặt ra, những thay đổi đó cũng ràng buộc các hiệp hội thành viên khác của FIFA, các hiệp hội liên bang của FIFA và các tổ chức địa phương của các hiệp hội quốc gia) nhưng các hiệp hội thành viên và các tổ chức khác mà mùa giải hiện tại chưa kết thúc trước ngày 1 tháng 7 có thể trì hoãn việc đưa ra các thay đổi được thông qua cho Luật chơi trong các cuộc thi của họ cho đến đầu mùa giải tiếp theo của họ. Cùng với những thay đổi vĩnh viễn đối với các Luật, IFAB cũng cho phép thử nghiệm các sửa đổi có tiềm năng.

## Lịch sử
Mặc dù các quy định của bóng đá phần lớn đã được chuẩn hóa vào đầu những năm 1880, bốn hiệp hội bóng đá của Vương quốc Anh vẫn có các quy tắc hơi khác nhau. Điều này đặt ra một vấn đề với các trận đấu quốc tế và khi các trận đấu được bắt đầu, các quy tắc của hiệp hội quốc gia của đội chủ nhà đã được sử dụng. Trong khi giải pháp này là có thể khả thi nhưng nó không phải là cách lý tưởng nhất. Để khắc phục điều này, các hiệp hội bóng đá gồm Anh, Wales, Scotland và Ireland đã gặp nhau tại Hội nghị bóng đá quốc tế vào ngày 6 tháng 12 năm 1882 tại thành phố Manchester, để đưa ra một bộ quy tắc chung có thể áp dụng cho những trận đấu giữa các đội tuyển quốc gia của Hiệp hội bóng đá Anh.
Vào mùa hè năm 1885, FA Anh đã hợp pháp hóa sự chuyên nghiệp. FA Scotland phản hồi rằng họ sẽ từ chối cho phép nghiệp vụ trong đội tuyển quốc gia của mình và sẽ từ chối chơi các trận đấu quốc tế với một đội tuyển Anh có chứa những người chuyên nghiệp. FA Ireland đã cố gắng hòa giải bằng cách đề xuất rằng "nên tổ chức một hội nghị quốc tế hàng năm, vào tháng 8, để lần lượt gọi mỗi hiệp hội bóng đá quốc gia để giải quyết các luật và thảo luận về các vấn đề quan tâm khác với Hiệp hội bóng đá, và tại đó tranh chấp quốc tế có thể được điều chỉnh".
Cuộc họp đầu tiên của IFAB đã diễn ra tại các văn phòng của FA tại Cầu cạn Holborn ở Luân Đôn vào thứ Tư ngày 2 tháng 6 năm 1886. FA, SFA, FAW và IFA đều có quyền biểu quyết ngang nhau.
Fédération Internationale de Football Association (FIFA), cơ quan tổ chức quốc tế cho môn thể thao này, được thành lập tại Paris vào năm 1904 và tuyên bố rằng, liên quan đến Luật bóng đá, họ sẽ thực thi các quy tắc do IFAB đặt ra. Năm 1912, FIFA yêu cầu các đại diện của mình cho phép để được thêm vào IFAB. Trong một cuộc họp đặc biệt được tổ chức vào tháng 1 năm 1913 tại Wrexham, IFAB đã đồng ý yêu cầu của FIFA. Cuộc họp IFAB thường niên đầu tiên có sự tham dự của FIFA đã diễn ra vào tháng 6 năm 1913. Mỗi hiệp hội (bao gồm cả FIFA) được quyền gửi hai đại diện đến, với bốn phần năm số phiếu đồng thuận để tiến hành yêu cầu thay đổi luật (do đó, các hiệp hội của Anh vẫn có thể thay đổi luật chống lại yêu cầu của FIFA nếu tất cả họ bỏ phiếu cùng nhau). Một cuộc họp lần nữa của IFAB đã được tổ chức tại Paris vào năm 1914, trước khi các cuộc họp định kỳ bị tạm dừng do Chiến tranh thế giới thứ nhất.
Trong bốn cuộc họp IFAB đầu tiên sau Chiến tranh thế giới thứ nhất (diễn ra vào các năm 1920, 1921, 1922 và 1923), FIFA một lần nữa bị loại trừ vì lý do xảy ra tranh chấp giữa FIFA và các quốc gia. Từ năm 1924, khi tranh chấp đã được giải quyết, FIFA một lần nữa được phép tham dự các cuộc họp của IFAB. Năm 1958, Hội đồng đã thông qua hệ thống bỏ phiếu như hiện tại.
Kể từ khi phân vùng Ireland vào năm 1921, IFA đã phát triển và trở thành cơ quan tổ chức bóng đá ở Bắc Ireland, trong khi bóng đá ở Cộng hòa Ireland được tổ chức bởi Hiệp hội bóng đá Cộng hòa Ireland (FAI). Đề nghị để FAI trở thành một  thành viên của IFAB đã bị từ chối tại cuộc họp thường niên vào năm 1923.

## Danh sách các cuộc họp thường niên của IFAB
| Năm  | Ngày                                    | Chủ trì | Địa điểm                          | Nơi họp                                                                 | Bầu chọn | Bầu chọn | Bầu chọn | Bầu chọn | Bầu chọn | Bầu chọn               | Ghi chú / tham khảo |
| Năm  | Ngày                                    | Chủ trì | Địa điểm                          | Nơi họp                                                                 | FA       | SFA      | FAW      | IFA      | FIFA     | Cần thiết sửa đổi luật | Ghi chú / tham khảo |
| ---- | --------------------------------------- | ------- | --------------------------------- | ----------------------------------------------------------------------- | -------- | -------- | -------- | -------- | -------- | ---------------------- | --- |
| 1886 | Tháng Sáu, ngày 1                       | FA      | London                            | Football Association Offices, 51 Holborn Viaduct                        | 2        | 2        | 2        | 2        | 0        | 100%                   | Buổi gặp gỡ đầu tiên |
| 1887 | Tháng Sáu, ngày 1                       | SFA     | Glasgow                           | Scottish Football Association Offices, 6 Carlton Place                  | 2        | 2        | 2        | 2        | 0        | 100%                   | Cuộc họp đầu tiên để sửa đổi Luật của trò chơi |
| 1888 | Tháng Sáu, ngày 25                      | FAW     | Wrexham                           | Wynnstay Arms Hotel                                                     | 2        | 2        | 2        | 2        | 0        | 100%                   | [ 13 ] |
| 1889 | Tháng Sáu, ngày 1                       | IFA     | Belfast                           | Commercial Hotel                                                        | 2        | 2        | 2        | 2        | 0        | 100%                   | [ 14 ] |
| 1890 | Tháng Sáu, ngày 2                       | FA      | London                            | Anderton's Hotel                                                        | 2        | 2        | 2        | 2        | 0        | 100%                   | [ 15 ] |
| 1891 | Tháng Sáu, ngày 2                       | SFA     | Glasgow                           | Alexandra Hotel                                                         | 2        | 2        | 2        | 2        | 0        | 100%                   | |
| 1892 | Tháng Sáu, ngày 13                      | FAW     | Llandudno                         | Prince of Wales Hotel                                                   | 2        | 2        | 2        | 2        | 0        | 100%                   | |
| 1893 | Tháng Sáu, ngày 10                      | IFA     | Belfast                           | Hotel Shaftesbury                                                       | 2        | 2        | 2        | 2        | 0        | 100%                   | Ngày của các cuộc họp tiếp theo cố định là ngày thứ Hai thứ ba của tháng Sáu. |
| 1894 | Tháng Sáu, ngày 18                      | FA      | Windermere                        | Ferry Hotel                                                             | 2        | 2        | 2        | 2        | 0        | 100%                   | |
| 1895 | Tháng Sáu, ngày 17                      | SFA     | Glasgow                           | Alexandra Hotel                                                         | 2        | 2        | 2        | 2        | 0        | 100%                   | |
| 1896 | Tháng Sáu, ngày 15                      | FAW     | Aberystwyth                       | White Horse Hotel                                                       | 2        | 2        | 2        | 2        | 0        | 100%                   | |
| 1897 | Tháng Sáu, ngày 14                      | IFA     | Rostrevor, Newry                  | Mourne Hotel                                                            | 2        | 2        | 2        | 2        | 0        | 100%                   | |
| 1898 | Tháng Sáu, ngày 20                      | FA      | London                            | Football Association Offices, 61 Chancery Lane                          | 2        | 2        | 2        | 2        | 0        | 100%                   | |
| 1899 | Tháng Sáu, ngày 19                      | SFA     | Glasgow                           | St. Enoch's Station Hotel                                               | 2        | 2        | 2        | 2        | 0        | 100%                   | |
| 1900 | Tháng Sáu, ngày 18                      | FAW     | Llangollen                        | Royal Hotel                                                             | 2        | 2        | 2        | 2        | 0        | 100%                   | |
| 1901 | Tháng Sáu, ngày 17                      | IFA     | Giant's Causeway, Bushmills       | Royal Hotel                                                             | 2        | 2        | 2        | 2        | 0        | 100%                   | |
| 1902 | Tháng Sáu, ngày 16                      | FA      | Scarborough                       | Grand Hotel                                                             | 2        | 2        | 2        | 2        | 0        | 100%                   | |
| 1903 | Tháng Sáu, ngày 15                      | SFA     | Ayr                               | Station Hotel                                                           | 2        | 2        | 2        | 2        | 0        | 100%                   | Ngày của các cuộc họp tiếp theo chuyển sang thứ Bảy thứ hai của tháng Sáu. |
| 1904 | Tháng Sáu, ngày 11                      | FAW     | Bangor                            | British Hotel                                                           | 2        | 2        | 2        | 2        | 0        | 100%                   | [ 16 ] |
| 1905 | Tháng Sáu, ngày 17                      | IFA     | Killarney                         | Lake Hotel                                                              | 2        | 2        | 2        | 2        | 0        | 100%                   | Cuộc họp đầu tiên được tổ chức bên ngoài Vương quốc Anh. |
| 1906 | Tháng Sáu, ngày 9                       | FA      | Bowness-on-Windermere             | Royal Hotel                                                             | 2        | 2        | 2        | 2        | 0        | 100%                   | |
| 1907 | Tháng Sáu, ngày 8                       | SFA     | Oban                              | Alexandra Hotel                                                         | 2        | 2        | 2        | 2        | 0        | 100%                   | |
| 1908 | Tháng Sáu, ngày 19-20th                 | FAW     | Llandrindod Wells                 | Rock Hotel                                                              | 2        | 2        | 2        | 2        | 0        | 100%                   | |
| 1909 | Tháng Sáu, ngày 12                      | IFA     | Bundoran                          | Great Northern Hotel                                                    | 2        | 2        | 2        | 2        | 0        | 100%                   | |
| 1910 | Tháng Sáu, ngày 11                      | FA      | Brighton                          | Royal York Hotel                                                        | 2        | 2        | 2        | 2        | 0        | 100%                   | |
| 1911 | Tháng Sáu, ngày 11                      | SFA     | Turnberry, Ayrshire               | Station Hotel                                                           | 2        | 2        | 2        | 2        | 0        | 100%                   | |
| 1912 | Tháng Sáu, ngày 8                       | FAW     | Aberystwyth                       | Queen's Hotel                                                           | 2        | 2        | 2        | 2        | 0        | 100%                   | |
| 1913 | Tháng Sáu, ngày 14                      | IFA     | Portrush                          | Northern Counties Hotel                                                 | 2        | 2        | 2        | 2        | 2        | 80%                    | Cuộc họp đầu tiên bao gồm FIFA |
| 1914 | Tháng Sáu, ngày 13                      | FIFA    | Paris                             | Hotel Palais D'Orsay                                                    | 2        | 2        | 2        | 2        | 2        | 80%                    | Cuộc họp đầu tiên được tổ chức bên ngoài Anh và Ireland. Cuộc họp cuối cùng trước Thế chiến thứ nhất. |
| 1920 | Tháng Sáu, ngày 12-14th                 | FA      | Torquay                           | Torbay Hotel                                                            | 2        | 2        | 2        | 2        | 0        | 100%                   | Cuộc họp đầu tiên sau Thế chiến thứ nhất. FIFA lại bị loại trừ. |
| 1921 | Tháng Sáu, ngày 11                      | SFA     | Portpatrick                       | Portpatrick Hotel                                                       | 2        | 2        | 2        | 2        | 0        | 100%                   | |
| 1922 | Tháng Sáu, ngày 10                      | FAW     | Llandudno                         | Imperial Hotel                                                          | 2        | 2        | 2        | 2        | 0        | 100%                   | |
| 1923 | Tháng Sáu, ngày 9                       | IFA     | Giant's Causeway, Bushmills       | Causeway Hotel                                                          | 2        | 2        | 2        | 2        | 0        | 100%                   | Cuộc họp cuối cùng không có FIFA |
| 1924 | Tháng Sáu, ngày 14                      | FA      | London                            | Football Association Offices, 42 Russell Square                         | 2        | 2        | 2        | 2        | 2        | 80%                    | |
| 1925 | Tháng Sáu, ngày 13                      | FIFA    | Paris                             | 11 Rue de Londres                                                       | 2        | 2        | 2        | 2        | 2        | 80%                    | |
| 1926 | Tháng Sáu, ngày 12                      | SFA     | St Andrews                        | Grand Hotel                                                             | 2        | 2        | 2        | 2        | 2        | 80%                    | |
| 1927 | Tháng Sáu, ngày 11                      | FAW     | Llandudno                         | Grand Hotel                                                             | 2        | 2        | 2        | 2        | 2        | 80%                    | |
| 1928 | Tháng Sáu, ngày 9                       | IFA     | Newcastle                         | Slieve Donard Hotel                                                     | 2        | 2        | 2        | 2        | 2        | 80%                    | |
| 1929 | Tháng Sáu, ngày 8                       | FIFA    | Paris                             | Fédération Française de Football Association Offices, 22 Rue de Londres | 2        | 2        | 2        | 2        | 2        | 80%                    | |
| 1930 | Tháng Sáu, ngày 14                      | FA      | Bournemouth                       | Royal Exeter Hotel                                                      | 2        | 2        | 2        | 2        | 2        | 80%                    | |
| 1931 | Tháng Sáu, ngày 13                      | SFA     | Auchterarder                      | Gleneagles Hotel                                                        | 2        | 2        | 2        | 2        | 2        | 80%                    | |
| 1932 | Tháng Sáu, ngày 11                      | FAW     | Llandudno                         | Imperial Hotel                                                          | 2        | 2        | 2        | 2        | 2        | 80%                    | |
| 1933 | Tháng Sáu, ngày 10                      | IFA     | Portrush                          | Northern Counties Hotel                                                 | 2        | 2        | 2        | 2        | 2        | 80%                    | Các quy tắc được sửa đổi để cho phép các cuộc họp do FIFA tổ chức diễn ra tại "lãnh thổ của Hiệp hội Quốc gia Lục địa", thay vì bị giới hạn ở Paris. |
| 1934 | Tháng Sáu, ngày 9                       | FIFA    | Cannes                            | Hôtel des Anglais                                                       | 2        | 2        | 2        | 2        | 2        | 80%                    | |
| 1935 | Tháng Sáu, ngày 8                       | FA      | Shanklin                          | Daish's Hotel                                                           | 2        | 2        | 2        | 2        | 2        | 80%                    | |
| 1936 | Tháng Sáu, ngày 13                      | SFA     | Troon                             | Marine Hotel                                                            | 2        | 2        | 2        | 2        | 2        | 80%                    | |
| 1937 | Tháng Sáu, ngày 12                      | FAW     | Llandudno                         | Imperial Hotel                                                          | 2        | 2        | 2        | 2        | 2        | 80%                    | |
| 1938 | Tháng Sáu, ngày 11,, ngày 13            | IFA     | Portrush                          | Northern Counties Hotel                                                 | 2        | 2        | 2        | 2        | 2        | 80%                    | |
| 1939 | Tháng Sáu, ngày 10                      | FIFA    | Nice                              | Hotel Negresco                                                          | 2        | 2        | 2        | 2        | 2        | 80%                    | Cuộc họp cuối cùng được tổ chức trước Thế chiến II. Một cuộc họp đã được lên kế hoạch cho London vào năm 1940, nhưng đã bị hủy bỏ khi các đại biểu của FIFA và IFA không thể tham dự. |
| 1947 | Tháng Sáu, ngày 14                      | FA      | Torquay                           | Imperial Hotel                                                          | 2        | 2        | 2        | 2        | 2        | 80%                    | Cuộc họp đầu tiên được tổ chức sau Thế chiến II. |
| 1948 | Tháng Sáu, ngày 12                      | FIFA    | Montreux                          | Palace Hotel                                                            | 2        | 2        | 2        | 2        | 2        | 80%                    | Cuộc họp đầu tiên được tổ chức bên ngoài Anh, Ireland và Pháp. Cuộc họp thường xuyên được tổ chức bởi SFA, nhưng đã nhất trí đồng ý chấp nhận lời mời từ FIFA để tổ chức cuộc họp này. |
| 1949 | Tháng Sáu, ngày 11                      | SFA     | Pitlochry                         | Hydro Hotel                                                             | 2        | 2        | 2        | 2        | 2        | 80%                    | |
| 1950 | Tháng Sáu, ngày 10                      | FAW     | Beaumaris                         | Bulkeley Arms Hotel                                                     | 2        | 2        | 2        | 2        | 2        | 80%                    | |
| 1951 | Tháng Sáu, ngày 9                       | IFA     | Portrush                          | Northern Counties Hotel                                                 | 2        | 2        | 2        | 2        | 2        | 80%                    | |
| 1952 | Tháng Sáu, ngày 14                      | FIFA    | Capri                             | Morgano-Tiberio Hotel                                                   | 2        | 2        | 2        | 2        | 2        | 80%                    | Ngày của các cuộc họp trong tương lai chuyển sang ngày thứ bảy thứ ba của tháng Sáu. |
| 1953 | Tháng Sáu, ngày 20                      | FA      | Eastbourne                        | Cavendish Hotel                                                         | 2        | 2        | 2        | 2        | 2        | 80%                    | |
| 1954 | Tháng Sáu, ngày 19                      | FIFA    | Berne                             | Schweizerhof Hotel                                                      | 2        | 2        | 2        | 2        | 2        | 80%                    | SFA đã đồng ý từ bỏ nhiệm vụ tổ chức thường xuyên theo lịch trình của mình để cho phép FIFA tổ chức cuộc họp tại lễ kỷ niệm 50 năm trước ngày World Cup 1954. |
| 1955 | Tháng Sáu, ngày 18                      | SFA     | North Berwick                     | Marine Hotel                                                            | 2        | 2        | 2        | 2        | 2        | 80%                    | |
| 1956 | Tháng Sáu, ngày 16                      | FAW     | Llandudno                         | Imperial Hotel                                                          | 2        | 2        | 2        | 2        | 2        | 80%                    | |
| 1957 | Tháng Sáu, ngày 15                      | IFA     | Portrush                          | Northern Counties Hotel                                                 | 2        | 2        | 2        | 2        | 2        | 80%                    | |
| 1958 | Tháng Sáu, ngày 7                       | FIFA    | Stockholm                         | Hotel Foresta                                                           | 1        | 1        | 1        | 1        | 4        | 75%                    | Cuộc họp được tổ chức vào ngày trước khi khai mạc World Cup 1958. Các quy tắc mới được thông qua, với số bỏ phiếu lớn hơn được trao cho FIFA "thay mặt cho tất cả các Hiệp hội quốc gia khác trong tư cách thành viên với nó". Quy tắc lưu trữ đã thay đổi để cung cấp rằng "khi Đại hội FIFA và World Cup trùng khớp", FIFA nên tổ chức cuộc họp tại địa điểm tổ chức World Cup, nếu có thể. Ngày họp tháng năm là bất cứ lúc nào trong tháng Sáu. |
| 1959 | Tháng Sáu, ngày 20                      | FA      | St. Helier, Jersey                | Pomme d'Or Hotel                                                        | 1        | 1        | 1        | 1        | 4        | 75%                    | Đầu tiên trong bốn cuộc họp liên tiếp được tổ chức bởi FA bên ngoài nước Anh trong Quần đảo Channel |
| 1960 | Tháng Sáu, ngày 18                      | SFA     | St Andrews                        | Rusack's Marine Hotel                                                   | 1        | 1        | 1        | 1        | 4        | 75%                    | |
| 1961 | Tháng Sáu, ngày 17                      | FAW     | Porthcawl                         | Seabank Hotel                                                           | 1        | 1        | 1        | 1        | 4        | 75%                    | |
| 1962 | Tháng Sáu, ngày 23                      | IFA     | Newcastle                         | Slieve Donard Hotel                                                     | 1        | 1        | 1        | 1        | 4        | 75%                    | |
| 1963 | Tháng Sáu, ngày 15                      | FIFA    | Venice                            | Palazzo della Camera di Commercio                                       | 1        | 1        | 1        | 1        | 4        | 75%                    | |
| 1964 | Tháng Sáu, ngày 20                      | FA      | St. Helier, Jersey                | Grand Hotel                                                             | 1        | 1        | 1        | 1        | 4        | 75%                    | |
| 1965 | Tháng Sáu, ngày 19                      | SFA     | Edinburgh                         | Caledonian Hotel                                                        | 1        | 1        | 1        | 1        | 4        | 75%                    | |
| 1966 | Tháng Sáu, ngày 11                      | FAW     | Llandudno                         | Marine Hotel                                                            | 1        | 1        | 1        | 1        | 4        | 75%                    | |
| 1967 | Tháng Sáu, ngày 17                      | IFA     | Newcastle                         | Slieve Donard Hotel                                                     | 1        | 1        | 1        | 1        | 4        | 75%                    | Cuộc họp cuối cùng được tổ chức bởi IFA trong 13 năm. IFA đã rút khỏi lịch thường xuyên trong những năm 1970 do vấn đề ở Bắc Ireland. |
| 1968 | Tháng Sáu, ngày 15                      | FIFA    | Dubrovnik                         | Hotel Excelsior                                                         | 1        | 1        | 1        | 1        | 4        | 75%                    | |
| 1969 | Tháng Sáu, ngày 21                      | FA      | St. Helier, Jersey                | Grand Hotel                                                             | 1        | 1        | 1        | 1        | 4        | 75%                    | |
| 1970 | Tháng Sáu, ngày 27                      | SFA     | Inverness                         | Caledonian Hotel                                                        | 1        | 1        | 1        | 1        | 4        | 75%                    | |
| 1971 | Tháng Sáu, ngày 19                      | FAW     | Swansea                           | Dragon Hotel                                                            | 1        | 1        | 1        | 1        | 4        | 75%                    | |
| 1972 | Tháng Sáu, ngày 10                      | FIFA    | Vienna                            | Parkhotel Schönbrunn                                                    | 1        | 1        | 1        | 1        | 4        | 75%                    | FIFA tiến đến để thay thế IFA.. |
| 1973 | Tháng Sáu, ngày 23                      | FA      | St Peter Port, Guernsey           | Duke of Richmond Hotel                                                  | 1        | 1        | 1        | 1        | 4        | 75%                    | |
| 1974 | Tháng Bảy, ngày 9                       | FIFA    | Rottach-Egern                     | Hotel Bachmair                                                          | 1        | 1        | 1        | 1        | 4        | 75%                    | Cuộc họp được tổ chức hai ngày sau trận chung kết World Cup 1974 ở gần đó Munich. Cuộc họp đầu tiên không được tổ chức trong tháng Sáu. |
| 1975 | Tháng Sáu, ngày 21                      | SFA     | Auchterarder                      | Gleneagles Hotel                                                        | 1        | 1        | 1        | 1        | 4        | 75%                    | |
| 1976 | Tháng Sáu, ngày 18                      | FAW     | Porthcawl                         | Seabank Hotel                                                           | 1        | 1        | 1        | 1        | 4        | 75%                    | |
| 1977 | Tháng Sáu, ngày 19                      | FA      | London                            | Royal Garden Hotel                                                      | 1        | 1        | 1        | 1        | 4        | 75%                    | IFA đã rút khỏi việc tổ chức cuộc họp này. |
| 1978 | Tháng Sáu, ngày 1                       | FIFA    | Buenos Aires                      | Hotel Sheraton                                                          | 1        | 1        | 1        | 1        | 4        | 75%                    | Cuộc họp đầu tiên bên ngoài châu Âu. Được tổ chức vào ngày khai mạc World Cup 1978. |
| 1979 | Tháng Sáu, ngày 16                      | SFA     | Auchterarder                      | Gleneagles Hotel                                                        | 1        | 1        | 1        | 1        | 4        | 75%                    | |
| 1980 | Tháng Sáu, ngày 7                       | IFA     | Craigavad, Holywood, near Belfast | Culloden Hotel                                                          | 1        | 1        | 1        | 1        | 4        | 75%                    | |
| 1981 | Tháng Sáu, ngày 13                      | FAW     | Ruthin                            | Ruthin Castle                                                           | 1        | 1        | 1        | 1        | 4        | 75%                    | IFAB đã chấp nhận lời mời của Chủ tịch FIFA João Havelange để tổ chức cuộc họp này ở Brazil, nhưng lời mời sau đó đã bị rút lại, với việc Havelange bỏ lỡ cuộc họp này vì lý do cá nhân. |
| 1982 | Tháng Bảy, ngày 6                       | FIFA    | Madrid                            | Palacio de Congresos                                                    | 1        | 1        | 1        | 1        | 4        | 75%                    | Cuộc họp được tổ chức một ngày sau trận chung kết World Cup 1982 |
| 1983 | Tháng Bảy, ngày 9                       | FA      | New Milton                        | Chewton Glen Hotel                                                      | 1        | 1        | 1        | 1        | 4        | 75%                    | |
| 1984 | Tháng Sáu, ngày 2                       | SFA     | Turnberry, Ayrshire               | Turnberry Hotel                                                         | 1        | 1        | 1        | 1        | 4        | 75%                    | |
| 1985 | Tháng Sáu, ngày 15                      | IFA     | Craigavad, Holywood, near Belfast | Culloden Hotel                                                          | 1        | 1        | 1        | 1        | 4        | 75%                    | |
| 1986 | Tháng Năm, ngày 30                      | FIFA    | Mexico City                       | Camino Real Hotel                                                       | 1        | 1        | 1        | 1        | 4        | 75%                    | Cuộc họp đầu tiên (và kể từ năm 2018) diễn ra tại Bắc Mỹ. Dự kiến ban đầu được tổ chức tại Zurich, nhưng đã chuyển đến Mexico liên quan đến World Cup 1986. |
| 1987 | Tháng Sáu, ngày 13                      | FAW     | Llandudno                         | Bodysgallen Hall                                                        | 1        | 1        | 1        | 1        | 4        | 75%                    | |
| 1988 | Tháng Sáu, ngày 4                       | FA      | London                            | Royal Lancaster Hotel                                                   | 1        | 1        | 1        | 1        | 4        | 75%                    | |
| 1989 | Tháng Sáu ngày 7                        | SFA     | Edinburgh                         | Caledonian Hotel                                                        | 1        | 1        | 1        | 1        | 4        | 75%                    | |
| 1990 | Tháng Sáu, ngày 28                      | FIFA    | Rome                              | Hilton Cavalieri Hotel                                                  | 1        | 1        | 1        | 1        | 4        | 75%                    | Diễn ra suốt mùa World Cup 1990 |
| 1991 | Tháng Sáu, ngày 8                       | IFA     | Craigavad, Holywood, near Belfast | Culloden Hotel                                                          | 1        | 1        | 1        | 1        | 4        | 75%                    | |
| 1992 | Tháng Năm, ngày 30                      | FAW     | Usk Valley, Newport               | Celtic Manor Hotel                                                      | 1        | 1        | 1        | 1        | 4        | 75%                    | Các quy tắc mới được IFAB thông qua: trong những năm tới sẽ có hai cuộc họp thường niên: Đại hội thường niên, được tổ chức vào tháng 2 / Tháng Ba và Hội nghị kinh doanh thường niên vào tháng 9/10. |
| 1993 | Tháng Hai, ngày 27                      | FA      | Thundridge, Hertfordshire         | Hanbury Manor                                                           | 1        | 1        | 1        | 1        | 4        | 75%                    | |
| 1994 | Tháng Ba, ngày 5                        | FIFA    | Zurich                            | FIFA House                                                              | 1        | 1        | 1        | 1        | 4        | 75%                    | |
| 1995 | Tháng Ba, ngày 4                        | SFA     | Turnberry, Ayrshire               | Turnberry Hotel                                                         | 1        | 1        | 1        | 1        | 4        | 75%                    | |
| 1996 | Tháng Ba, ngày 9                        | FIFA    | Rio de Janeiro                    | Copacabana Palace Hotel                                                 | 1        | 1        | 1        | 1        | 4        | 75%                    | Cuộc họp cuối cùng được tổ chức bên ngoài châu Âu (kể từ năm 2018). Dự kiến ban đầu sẽ được tổ chức bởi IFA ở Bắc Ireland, nhưng đã chuyển đến Brazil theo sự xúi giục của Chủ tịch FIFA sắp mãn nhiệm João Havelange. |
| 1997 | Tháng Ba, ngày 1,                       | IFA     | Craigavad, Holywood, near Belfast | Culloden Hotel                                                          | 1        | 1        | 1        | 1        | 4        | 75%                    | |
| 1998 | Tháng Ba, ngày 6                        | FIFA    | Paris                             | Hôtel Plaza Athénée                                                     | 1        | 1        | 1        | 1        | 4        | 75%                    | |
| 1999 | Tháng Hai, ngày 20                      | FAW     | Groesfaen, Vale of Glamorgan      | Miskin Manor Hotel                                                      | 1        | 1        | 1        | 1        | 4        | 75%                    | |
| 2000 | Tháng Hai, ngày 19                      | FA      | Taplow, Berkshire                 | Cliveden                                                                | 1        | 1        | 1        | 1        | 4        | 75%                    | |
| 2001 | Tháng Ba, ngày 10                       | SFA     | Edinburgh                         | Balmoral Hotel                                                          | 1        | 1        | 1        | 1        | 4        | 75%                    | |
| 2002 | Tháng Ba, ngày 16                       | FIFA    | Zermatt                           | Hôtel Mont Cervin                                                       | 1        | 1        | 1        | 1        | 4        | 75%                    | |
| 2003 | Tháng Ba, ngày 15                       | IFA     | Craigavad, Holywood, near Belfast | Culloden Hotel                                                          | 1        | 1        | 1        | 1        | 4        | 75%                    | |
| 2004 | Tháng Hai, ngày 28                      | FIFA    | London                            | Claridge's Hotel                                                        | 1        | 1        | 1        | 1        | 4        | 75%                    | Được tổ chức tại Luân Đôn bởi FIFA như một phần của lễ kỷ niệm 100 năm thành lập, để tôn vinh vai trò của bốn Hiệp hội gia đình trong sự phát triển của bộ môn. |
| 2005 | Tháng Hai, ngày 26                      | FAW     | Groesfaen, Vale of Glamorgan      | Miskin Manor Hotel                                                      | 1        | 1        | 1        | 1        | 4        | 75%                    | |
| 2006 | Tháng Ba, ngày 4                        | FIFA    | Lucerne                           | Palace Hotel                                                            | 1        | 1        | 1        | 1        | 4        | 75%                    | |
| 2007 | Tháng Ba, ngày 3                        | FA      | Manchester                        | Lowry Hotel                                                             | 1        | 1        | 1        | 1        | 4        | 75%                    | |
| 2008 | Tháng Ba, ngày 8                        | SFA     | Auchterarder                      | Gleneagles Hotel                                                        | 1        | 1        | 1        | 1        | 4        | 75%                    | |
| 2009 | February, ngày 28                       | IFA     | Newcastle                         | Slieve Donard Hotel                                                     | 1        | 1        | 1        | 1        | 4        | 75%                    | |
| 2010 | Tháng Ba, ngày 6                        | FIFA    | Zurich                            | FIFA headquarters                                                       | 1        | 1        | 1        | 1        | 4        | 75%                    | |
| 2011 | Tháng Ba, ngày 5                        | FAW     | Usk Valley, Newport               | Celtic Manor Hotel                                                      | 1        | 1        | 1        | 1        | 4        | 75%                    | |
| 2012 | Tháng Ba, ngày 3                        | FA      | Bagshot, Surrey                   | Pennyhill Park Hotel                                                    | 1        | 1        | 1        | 1        | 4        | 75%                    | |
| 2013 | Tháng Ba, ngày 2                        | SFA     | Edinburgh                         | Balmoral Hotel                                                          | 1        | 1        | 1        | 1        | 4        | 75%                    | |
| 2014 | Tháng Ba, ngày 1                        | FIFA    | Zurich                            | FIFA headquarters                                                       | 1        | 1        | 1        | 1        | 4        | 75%                    | [ 19 ] |
| 2015 | Tháng Hai, ngày 27 đến Tháng Ba, ngày 1 | IFA     | Craigavad, Holywood, near Belfast | Culloden Hotel                                                          | 1        | 1        | 1        | 1        | 4        | 75%                    | [ 20 ] [ 21 ] |
| 2016 | Tháng Ba, ngày 5                        | FAW     | Cardiff                           | St. David's Hotel and Spa                                               | 1        | 1        | 1        | 1        | 4        | 75%                    | [ 22 ] [ 23 ] |
| 2017 | Tháng Ba, ngày 3                        | FA      | Wembley, London                   | Wembley Stadium                                                         | 1        | 1        | 1        | 1        | 4        | 75%                    | [ 24 ] [ 25 ] |
| 2018 | Tháng Ba, ngày 3                        | FIFA    | Zurich                            | FIFA headquarters                                                       | 1        | 1        | 1        | 1        | 4        | 75%                    | [ 26 ] [ 27 ] |
| 2019 | Tháng Ba, ngày 2                        | SFA     | Aberdeen                          | Marcliffe Hotel                                                         | 1        | 1        | 1        | 1        | 4        | 75%                    | [ 28 ] |
| 2020 | Tháng Hai, ngày 29                      | IFA     | Craigavad, Holywood, near Belfast | Culloden Hotel                                                          | 1        | 1        | 1        | 1        | 4        | 75%                    | [ 29 ] |